# Baccalauréat sciences et technologies industrielles
Pour un article plus général, voir Baccalauréat technologique.
Jusqu'à la session 2012, le baccalauréat sciences et technologies industrielles ou BAC STI, était une des sept séries du baccalauréat technologique. Il est remplacé par le bac STI2D.

## Les épreuves (bac STI, session 2012)
La répartition des épreuves, leur durée et leur coefficients sont déterminés par les tableaux suivants.

### Épreuves obligatoires

#### Épreuves anticipées (toutes spécialités)
| Épreuve             | Coefficient | Nature de l’épreuve | Durée      |
| ------------------- | ----------- | ------------------- | ---------- |
| Français            | 2           | écrite              | 4 heures   |
| Français            | 1           | orale               | 20 minutes |
| Histoire-Géographie | 1           | orale               | 20 minutes |

#### Épreuves terminales

##### Spécialités: Génie mécanique, Génie civil, Génie énergétique, Génie des matériaux
| Épreuve                                   | Coefficient | Nature de l’épreuve | Durée    |
| ----------------------------------------- | ----------- | ------------------- | -------- |
| Étude des constructions                   | 8           | écrite              | 6 heures |
| Étude des systèmes techniques industriels | 9           | pratique            | 6 heures |
| Sciences physiques et physique appliquée  | 5           | écrite              | 2 heures |
| Langue vivante 1                          | 2           | écrite              | 2 heures |
| Mathématiques                             | 4           | écrite              | 4 heures |
| Philosophie                               | 2           | écrite              | 4 heures |
| Éducation physique et sportive            | 2 ou 2+2    | CCF                 |          |

##### Spécialité: Génie électronique
| Épreuve                                   | Coefficient | Nature de l’épreuve | Durée      |
| ----------------------------------------- | ----------- | ------------------- | ---------- |
| Construction électronique                 | 9           | pratique            | 40 minutes |
| Étude des systèmes techniques industriels | 8           | écrite              | 6 heures   |
| Physique appliquée                        | 5           | écrite              | 4 heures   |
| Langue vivante 1                          | 2           | écrite              | 2 heures   |
| Mathématiques                             | 4           | écrite              | 4 heures   |
| Philosophie                               | 2           | écrite              | 4 heures   |
| Éducation physique et sportive            | 2 ou 2+2    | CCF                 |            |

##### Spécialité:Génie électrotechnique
| Épreuve                                   | Coefficient | Nature de l’épreuve | Durée    |
| ----------------------------------------- | ----------- | ------------------- | -------- |
| Étude des constructions                   | 6           | écrite              | 4 heures |
| Étude des systèmes techniques industriels | 9           | pratique            | 6 heures |
| Physique appliquée                        | 7           | écrite              | 4 heures |
| Langue vivante 1                          | 2           | écrite              | 2 heures |
| Mathématiques                             | 4           | écrite              | 4 heures |
| Philosophie                               | 2           | écrite              | 4 heures |
| Éducation physique et sportive            | 2 ou 2+2    | CCF                 |          |

##### Spécialité:Génie optique
| Épreuve                                   | Coefficient | Nature de l’épreuve | Durée       |
| ----------------------------------------- | ----------- | ------------------- | ----------- |
| Étude des constructions                   | 8           | écrite              | 6 heures    |
| Étude des systèmes techniques industriels | 9           | pratique            | 4 heures 30 |
| Sciences physiques appliquée              | 5           | écrite              | 3 heures    |
| Langue vivante 1                          | 2           | écrite              | 2 heures    |
| Mathématiques                             | 4           | écrite              | 4 heures    |
| Philosophie                               | 2           | écrite              | 4 heures    |
| Éducation physique et sportive            | 2 ou 2+2    | CCF                 |             |

##### Spécialité: Arts appliqués
| Épreuve                             | Coefficient | Nature de l’épreuve | Durée      |
| ----------------------------------- | ----------- | ------------------- | ---------- |
| Étude de cas et recherche appliquée | 4+5         | pratique            | 4+8 heures |
| Dossier de travaux et soutenance    | 8           | pratique            | 30 minutes |
| Arts, techniques, civilisations     | 6           | écrite              | 3 heures   |
| Physique, chimie                    | 2           | écrite              | 2 heures   |
| Langue vivante 1                    | 2           | écrite              | 2 heures   |
| Mathématiques                       | 2           | écrite              | 2 heures   |
| Philosophie                         | 2           | écrite              | 4 heures   |
| Éducation physique et sportive      | 2 ou 2+2    | CCF                 |            |

### Épreuves facultatives (toutes spécialités)
Le candidat choisit au plus deux épreuves parmi
| Épreuve                        | Nature de l’épreuve | Durée                  |
| ------------------------------ | ------------------- | ---------------------- |
| Langue vivante 2 étrangère     | orale ou écrite     | 20 minutes ou 2 heures |
| Langue vivante 2 régionale     | orale               | 20 minutes             |
| Langue des signes française    | orale               | 20 minutes             |
| Éducation physique et sportive | CCF                 |                        |
| Arts plastiques                | orale               | 30 minutes             |
| Cinéma-audiovisuel             | orale               | 30 minutes             |
| Danse                          | orale               | 30 minutes             |
| Histoire des arts              | orale               | 30 minutes             |
| Théâtre                        | orale               | 30 minutes             |
| Musique                        | orale et pratique   | 40 minutes             |